# Karl Heinz Dietrich
Karl Heinz Dietrich este o companie germană specializată în servicii de expediție și transport internațional de mărfuri.
Administratorul companiei este omul de afaceri Dietrich Hanns Ulrich 

## Karl Heinz Dietrich în România
Compania este prezentă pe piața din România și în București, Cluj, Brașov, Sibiu și Timișoara, având în total 900 de angajați în anul 2013.
În anul 2013, compania a avut o cifră de afaceri de 75 milioane euro.